# آلفرد کارتر (بازیکن فوتبال)
آلفرد کارتر (انگلیسی: Alfred Carter؛ 20 October 1877 – ۱۹۶۰ (۸۲−۸۳ سال)) بازیکن فوتبال بود.
از باشگاه‌هایی که در آن بازی کرده‌است می‌توان به باشگاه فوتبال نوتس کانتی اشاره کرد.